# George Davidson (Geograph)

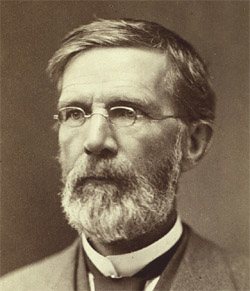
George Davidson

George Davidson (geboren 9. Mai 1825; gestorben 2. Dezember 1911) war ein US-amerikanischer Astronom, Geograph, Landvermesser und Ingenieur.

## Biografie
Davidson wurde am 9. Mai 1825 in Nottingham (England) geboren. 1832 wanderte er mit seinen Eltern nach Pennsylvania in den USA aus. Bis 1845 ging er auf die Central High School in Philadelphia, wo er als bester seiner Klasse seinen Abschluss machte. Schon als Schüler zeigte er Interesse an der Wissenschaft und assistierte dem Physiker Alexander D. Bache bei seiner Arbeit zum Thema Magnetismus.
Nach seinem Abschluss begann er seine Arbeit am Coast Survey des National Geodetic Survey, wo er für die Vermessung der Küsten zuständig war. Bis 1850 arbeitete er an verschiedenen Stellen an der Ostküste, zog dann aber nach Kalifornien. Dort errechnete er die Koordinaten mehrerer wichtiger Küstenlandmarken der Westküste (wie z. B. die des Puget Sounds). 1853 benannte er mehrere Berge in den Olympic Mountains des Bundesstaats Washington, darunter auch den Mount Ellinor, den er nach Ellinor Fauntleroy taufte. Ellinor und er heirateten später.
Von 1861 bis 1867 war Davidson wieder am Atlantik, wo er den Bau von Küsten- und Flusswehren beaufsichtigte. 1866 war er kurzzeitig in Panama, wo er im Bereich der Landenge zwischen Nord- und Südamerika die Möglichkeiten eines Kanals auslotete. Der Bau des Panamakanals wurde knapp 40 Jahre später begonnen. 1867 wurde er zum Leiter einer Untersuchung benannt, die vor dem Kauf Alaskas durch den Kongress die Geografie und den Ressourcenreichtum des Gebiets erkunden sollte.
In den 1860ern und 70ern reiste er zu Forschungszwecken nach China, Ägypten, Indien und Europa. Seit 1866 war er Mitglied der American Philosophical Society. Er wurde 1874 in die National Academy of Sciences und 1887 in die American Academy of Arts and Sciences aufgenommen. Seit 1901 war er korrespondierendes Mitglied der Académie des sciences in Paris.
1895 verließ Davidson nach 50 Jahren Dienst den Coast Survey und ging in den Ruhestand. Er behielt jedoch bis zu seinem Tode 1911 eine Ehrenprofessur an der University of California, Berkeley.
Zu einer seiner bedeutendsten Hinterlassenschaften zählt das Davidson Observatory in San Francisco, das das erste astronomische Observatorium an der Pazifikküste der USA war.
Nach Davidson ist sowohl der von ihm entdeckte Davidsonstrom benannt, eine saisonale warme Meeresströmung an der Küste Kaliforniens, als auch der Tiefseeberg Davidson Seamount.